# Hong Hu
Hong Hu 洪虎  (chinesisch 洪虎, Pinyin Hóng Hǔ; * Juni 1940 in Huainan, Provinz Jinzhai) ist ein chinesischer Politiker der Kommunistischen Partei Chinas (KPCh), der unter anderem zwischen 1998 und 2004 Gouverneur von Jilin war.

## Leben

### Ingenieur und Aufstieg zum Vize-Minister
Hong Hu stammt aus dem Han-Volk und ist der Sohn des Generals der Volksbefreiungsarmee Hong Xuezhi (1913–2006) und dessen Ehefrau Zhang Wen. Er begann nach dem Schulbesuch 1958 ein Studium an der Fakultät für Chemieingenieurwesen des Peking-Polytechnikums, das er 1963 beendete. Danach wechselte er zum Kombinat für chemische Industrie in Jilin und war zwischen 1963 und 1964 erst Werkstudent der Design- und Forschungsabteilung sowie im Anschluss von 1964 bis 1965 zugleich Techniker und stellvertretender Chef der Färberei dieses Kombinates. 1965 wurde er als Mitglied in die Kommunistische Partei Chinas (KPCh) aufgenommen. Während der Kulturrevolution war er zwischen 1965 und 1974 zuerst Werkstattleiter sowie daraufhin von 1974 bis 1977 Vize-Vorsitzender des Revolutionskomitees einer Kalkfabrik der chemischen Industrie in der Provinz Qinghai. 
1977 wechselte Hong in die Zentralregierung nach Peking und war zunächst von 1977 bis 1980 Leiter der Abteilung für umfassende Planung des 2. Büros des Ministeriums für chemische Industrie sowie im Anschluss zwischen 1980 und 1982 Abteilungsleiter im Planungsbüro der Staatlichen Kommission für die Maschinenbauindustrie. Im Mai 1982 wurde er zur neu gegründeten Staatlichen Kommission zur Umstrukturierung der Wirtschaft versetzt und war dort zunächst Sektionschef in der Produktionsgruppe. Nachdem er zwischen 1984 und 1985 stellvertretender Generalsekretär und von 1985 bis 1991 Generalsekretär der Staatlichen Kommission zur Umstrukturierung der Wirtschaft war, fungierte er zwischen 1991 und 1998 als Vize-Minister der Staatlichen Kommission zur Umstrukturierung der Wirtschaft. Ferner fungierte er 1998 als stellvertretender Direktor des Amtes für wirtschaftliche Umstrukturierung des Staatsrates der Volksrepublik China.

### ZK-Mitglied, Gouverneur von Jilin und Mitglied des Nationalen Volkskongresses
Hong Hu wurde auf dem 14. Parteitag der Kommunistischen Partei Chinas 1992 Mitglied der Zentrale Disziplinarkommission der KPCh und gehörte diesem Gremium bis 1997 an. Daraufhin wurde er auf dem 15. Parteitag der KPCh 1997 Mitglied des Zentralkomitee der Kommunistischen Partei Chinas (ZK der KPCh) und gehörte diesem Führungsgremium der Partei nach seiner Wiederwahl auf dem 16. Parteitag der KPCh 2002 bis zum 17. Parteitag der KPCh 2007 an.
1998 wurde Hong in die Provinz Jilin versetzt und fungierte von 1998 bis 2004 als stellvertretender Sekretär sowie als Mitglied des Ständigen Ausschusses des Parteikomitees dieser Provinz. Zugleich war er von 1998 bis 1999 Vize-Gouverneur von September 1998 bis zum 10. Februar 1999 kommissarischer Gouverneur der Provinz Jilin. Am 10. Februar 1999 übernahm er formell von Wang Yunkun den Posten als Gouverneur von Jilin und hatte diesen bis zum 30. Oktober 2004 inne, woraufhin Wang Min seine Nachfolge antrat. Er war auch Mitglied des Nationalen Volkskongresses und zuletzt von 2005 bis 2008 stellvertretender Vorsitzender des Rechtsausschusses des Nationalen Volkskongresses.